# Matilde Capuis
Matilde Margherita Mary Capuis (Napoli, 1º gennaio 1913 – Torino, 31 gennaio 2017) è stata una compositrice e pianista italiana.

## Biografia
Ha intrapreso gli studi musicali a Venezia con Gabriele Bianchi, completandoli al Conservatorio Luigi Cherubini di Firenze.
Ha composto musica da camera, sacra e sinfonica. Come pianista ha suonato per molti anni in duo con il violoncellista Ugo Attilio Scabia.
Nel periodo 1969-1983 è stata titolare dapprima della cattedra di Teoria e successivamente di quella di Composizione al Conservatorio Giuseppe Verdi di Torino, da allora ha vissuto nel capoluogo piemontese di cui ha ricevuto anche la cittadinanza onoraria.
Nel 1994 l'editore musicale tedesco Furore Verlag ha acquistato tutta la sua musica inedita per pubblicarla.
L'8 marzo 2013 è stato festeggiato il suo centesimo compleanno con un concerto nella sala concerti del Conservatorio Giuseppe Verdi di Torino.
È morta all'età di 104 anni, i funerali si sono svolti a Torino nella chiesa di Santa Rosa da Lima.

## Composizioni (parziale)
- Sinfonia in sol maggiore
- Concentus brevis per oboe ed orchestra d'archi
- Il pianto della Madonna per soli, coro e orchestra
- Quartetto d'archi in do diesis minore
- Breve dialogo per clarinetto, violino, violoncello e pianoforte
- Brevi pagine di musica da camera per la gioventù per violino, viola e violoncello
- Due movimenti per oboe e pianoforte
- Sonata n. 1 in do minore per violoncello e pianoforte
- Sonata n. 2 in re minore per violoncello e pianoforte
- Sonata n. 3 in fa diesis maggiore per violoncello e pianoforte
- Sonata n. 4 in sol maggiore per violoncello e pianoforte
- Sonata n. 5 per violoncello e pianoforte
- Elegia per violoncello e pianoforte
- Immagini per violoncello e pianoforte
- Tema variato per violoncello e pianoforte
- Ballata per violoncello e pianoforte
- Animato per violoncello e pianoforte
- La nave della vita, lieder
- Preludio, Allegro, Fantasia per organo
- 8 canti per bimbi
- Ninna Nanna (1944)